# Erhard Frieß
Erhard Frieß (* 8. Dezember 1936) ist ein deutscher Organist, Kantor, Kirchenmusikdirektor und ehemaliger Landesposaunenwart.

## Leben
Erhard Frieß arbeitete zunächst beim Windsbacher Knabenchor als Stimmbildner und Organist (1961–1967). Von 1967 bis 1982 war er Kantor und Organist an der Oberhofenkirche in Göppingen. 1983 wechselte er nach Stuttgart in die Bläserarbeit und in die Arbeit mit Posaunenchören. 1985 wurde er zum Kirchenmusikdirektor ernannt und arbeitete als Landesposaunenwart im Bereich der Evangelischen Landeskirche in Württemberg. Er stand somit dem Posaunenwerk des Evangelischen Jugendwerkes von Württemberg vor. Im Januar 2000 gab er das Amt an Hans-Ulrich Nonnenmann ab. Zwischen 1985 und 1999 war Frieß damit auch Leiter des Schwäbischen Posaunendienstes und des Ulmer Landesposaunentages.
Ein zentrales Standardwerk für das deutsche Posaunenchorwesen ist das Handbuch für Posaunenchorleiter, das Erhard Frieß 1995 zusammen mit Irmgard Eismann herausgab. Wichtig sind auch die Choräle von Johann Sebastian Bach, die Erhard Frieß für Posaunenchöre arrangierte. Das Posaunen-Choralbuch zum Evangelischen Gesangbuch wurde ebenfalls von Erhard Frieß (zusammen mit Barbara Barsch und Karl-Heinz Saretzki) 1993 herausgegeben. Es enthält Intonationen und Begleitsätze.